# Ашкрофт, Нил
Нил Уильям А́шкрофт (англ. Neil William Ashcroft; 27 ноября 1938, Лондон — 15 марта 2021, Итака) — американский физик-теоретик, известный работами по физике твёрдого тела.

## Биография
Ашкрофт родился в Лондоне, в 1947 году переехал с семьёй в Новую Зеландию. Учился в Университете Новой Зеландии, где получил степени бакалавра (1958) и магистра по математике и физике. В 1964 году в Кембриджском университете защитил докторскую диссертацию, посвящённую вычислению поверхности Ферми для алюминия (научные руководители — Джон Займан и Фолькер Хайне). Был постдоком в Чикагском университете и в Корнеллском университете, где в 1966 году получил постоянное место и в 1975 году стал профессором. С 1990 года работал там именным профессором физики (Horace White Professor of Physics), в 2006 году вышел на пенсию и получил статус почётного профессора, однако продолжал работу в группе Роалда Хоффмана. С 1979 по 1984 год был директором Лаборатории физики атомов и твёрдого тела, с 1997 по 2000 год руководил Центром исследований материалов, а с 1990 по 1997 год был заместителем директора Источника синхротронного излучения высокой энергии.
Работы Ашкрофта посвящены различным аспектам физики конденсированного состояния, включая теорию функционала плотности, теорию сверхпроводимости, физику жидких металлов, свойства вещества при высоких давлениях, физику перехода металл-диэлектрик. Исследовал переход водорода в металлическое состояние при высоких давлениях и в 1968 году предсказал, что металлический водород может быть высокотемпературным сверхпроводником. В 1990-е годы предсказал изменение структуры кристаллической решётки лития в условиях высокого давления и переход этого вещества в более проводящую фазу. В начале 2000-х годов предположил, что при высоких давлениях высокотемпературными сверхпроводниками могут становиться богатые водородом соединения металлов, что впоследствии экспериментально подтвердилось для таких веществ как декагидрид лантана.
В 1976 году после шести лет работы опубликовал ставший классическим учебник «Физика твёрдого тела», написанный в соавторстве с Н. Дэвидом Мермином. Впоследствии Мермин так вспоминал о совместной работе над книгой:

Итак, Нил написал почти все первые черновики. Я редко понимал, какую общую проблему он пытался раскрыть, и исправлял текст, чтобы он имел для меня смысл. Затем Нил исправлял все допущенные мной ошибки. Мы двигались туда-сюда, медленно приближаясь к чему-то, что нравилось нам обоим. Всё это происходило до эпохи персональных компьютеров.
Оригинальный текст (англ.)So Neil wrote almost all the first drafts. I would rarely understand what general issue he was trying to get at and would revise it into something that made sense to me. Neil would then correct all the mistakes I had introduced. Back and forth we went, slowly converging on something that looked good to us both. That was before the age of personal computers.

В 1986—1987 годах Ашкрофт возглавлял отделение физики твёрдого тела Американского физического общества, членом которого стал в 1976 году. С 1997 года являлся членом Национальной академии наук США, а с 2008 года — иностранным членом Российской академии наук.
После долгой болезни скончался в Итаке от пневмонии.

## Избранные публикации
- Ashcroft N.W. The Fermi surface of aluminium // Philosophical Magazine. — 1963. — Vol. 8. — P. 2055-2083. — doi:10.1080/14786436308209098.
- Ashcroft N.W., Lekner J. Structure and resistivity of liquid metals // Physical Review. — 1966. — Vol. 145. — P. 83-90. — doi:10.1103/PhysRev.145.83.
- Ashcroft N.W. Electron-ion pseudopotentials in metals // Physics Letters. — 1966. — Vol. 23. — P. 48-50. — doi:10.1016/0031-9163(66)90251-4.
- Ashcroft N.W., Langreth D.C. Structure of binary liquid mixtures. I // Physical Review. — 1967. — Vol. 156. — P. 685-692. — doi:10.1103/PhysRev.156.685.
- Ashcroft N.W., Langreth D.C. Structure of binary liquid mixtures. II. Resistivity of alloys and the ion-ion interaction // Physical Review. — 1967. — Vol. 159. — P. 500-510. — doi:10.1103/PhysRev.159.500.
- Ashcroft N.W. Metallic hydrogen: A high-temperature superconductor? // Physical Review Letters. — 1968. — Vol. 21. — P. 1748-1749. — doi:10.1103/PhysRevLett.21.1748.
- Ашкрофт Н. Жидкие металлы // УФН. — 1970. — Т. 101. — P. 519-535. — doi:10.3367/UFNr.0101.197007g.0519.
- Ashcroft N.W., Mermin N.D. Solid state physics. — New York: Saunders College Publishing, 1976. Русский перевод: Ашкрофт Н., Мермин Н. Физика твердого тела: В 2-х томах. — М.: Мир, 1979.
- Rosenfeld Y., Ashcroft N.W. Theory of simple classical fluids: Universality in the short-range structure // Physical Review A. — 1979. — Vol. 20. — P. 1208-1235. — doi:10.1103/PhysRevA.20.1208.
- Curtin W.A., Ashcroft N.W. Weighted-density-functional theory of inhomogeneous liquids and the freezing transition // Physical Review A. — 1985. — Vol. 32. — P. 2909-2919. — doi:10.1103/PhysRevA.32.2909.
- Denton A.R., Ashcroft N.W. Vegard's law // Physical Review A. — 1991. — Vol. 43. — P. 3161-3164. — doi:10.1103/PhysRevA.43.3161.
- Neaton J.B., Ashcroft N.W. Pairing in dense lithium // Nature. — 1999. — Vol. 400. — P. 141-144. — doi:10.1038/22067.
- Ashcroft N.W. Hydrogen dominant metallic alloys: High temperature superconductors? // Physical Review Letters. — 2004. — Vol. 92. — P. 187002. — doi:10.1103/PhysRevLett.92.187002.